# Leonid Carp
Leonid Carp, född 31 oktober 1996, är en rumänsk kanotist.

## Karriär
Vid EM 2015 i Račice tog Carp silver i C-4 1000 meter tillsammans med Petre Condrat, Josif Chirila och Ștefan Strat. De tog sedan guld tillsammans i samma gren vid VM 2015 i Milano.